# Seznam največjih zaposlovalcev na svetu
Seznam največjih zaposlovalcev na svetu seznam vsebuje vladne organizacije in komercialna podjetja;:

## Seznam
|                                                      | Število zaposlenih | Število zaposlenih |                     |
| Organizacija/podjetje                                | 2015               | 2010               | Lokacija            |
| ---------------------------------------------------- | ------------------ | ------------------ | ------------------- |
| Ministrstvo za obrambo Združenih držav Amerike (DOD) | 3,2 milijonov      | 3,2 milijonov      | ZDA                 |
| Kitajska vojska                                      | 2,3 milijonov      | 2,3 milijonov      | Kitajska            |
| Walmart                                              | 2,1 milijonov      | 2,1 milijonov      | ZDA                 |
| McDonald's                                           | 1,9 milijonov      | 1,7 milijoov       | Kitajska            |
| National Health Service                              | 1,7 milijonov      | 1,4 milijonov      | Združeno kraljestvo |
| China National Petroleum Corporation                 | 1,6 milijonov      | 1,7 milijonov      | Kitajska            |
| State Grid Corporation of China (SGCC)               | 1,5 milijonov      | 1,6 milijonov      | Kitajska            |
| Indijske železnice                                   | 1,4 milijonov      | 1,4 milijonov      | Indija              |
| Indijske obrambne sile                               | 1,3 milijonov      | 1.2 milijonov      | Indija              |
| Hon Hai Precision Industry (Foxconn)                 | 1,2 milijonov      | 0,8 milijonov      | Tajvan              |

## Seznam komercialnih zaposlovalcev
| Šest največjih komericalnih zaposlovalcev (2013) | Šest največjih komericalnih zaposlovalcev (2013) | Šest največjih komericalnih zaposlovalcev (2013) | Šest največjih komericalnih zaposlovalcev (2013) |
| Uvrsitetev                                       | Podjetje                                         | Država                                           | Število zaposlenih                               |
| ------------------------------------------------ | ------------------------------------------------ | ------------------------------------------------ | ------------------------------------------------ |
| 1                                                | Walmart Inc.                                     | ZDA                                              | 2 200 000                                        |
| 2                                                | Hon Hai Precision Industry (Foxconn)             | Tajvan                                           | 1 090 000                                        |
| 3                                                | Sinopec                                          | Kitajska                                         | 1 021 979                                        |
| 4                                                | G4S                                              | Združeno kraljestvo                              | 620 000                                          |
| 5                                                | United States Postal Service                     | ZDA                                              | 601 601                                          |
| 6                                                | Tesco                                            | Združeno kraljestvo                              | 597 784                                          |